# Незабудка різнобарвна
Незабудка різнобарвна (Myosotis discolor) — вид трав'янистих рослин родини шорстколисті (Boraginaceae). Етимологія: лат. discolor — «двоколірний».

## Опис
Однорічна рослина 8–30 см, як правило, з кількома стеблами, волохатими біля основи. Нижні листки довгасті й тупі. Стовбурові листя більш вузькі й більш гострі. Листя має знизу пряме волосся. Квіти діаметром від 1.5 до 2.5 міліметрів. Спершу блідо-жовті квіти, пізніше змінюють колір на блідо-блакитний. Горішки темно-коричневі.

## Поширення
Росте в багатьох типах середовищ проживання, від родючих ґрунтів серед пшениці до узбіччя.
Зростає по луках, на полях — зрідка в західних частинах лісових і лісостепових районів, на схід до Києва.

## Галерея

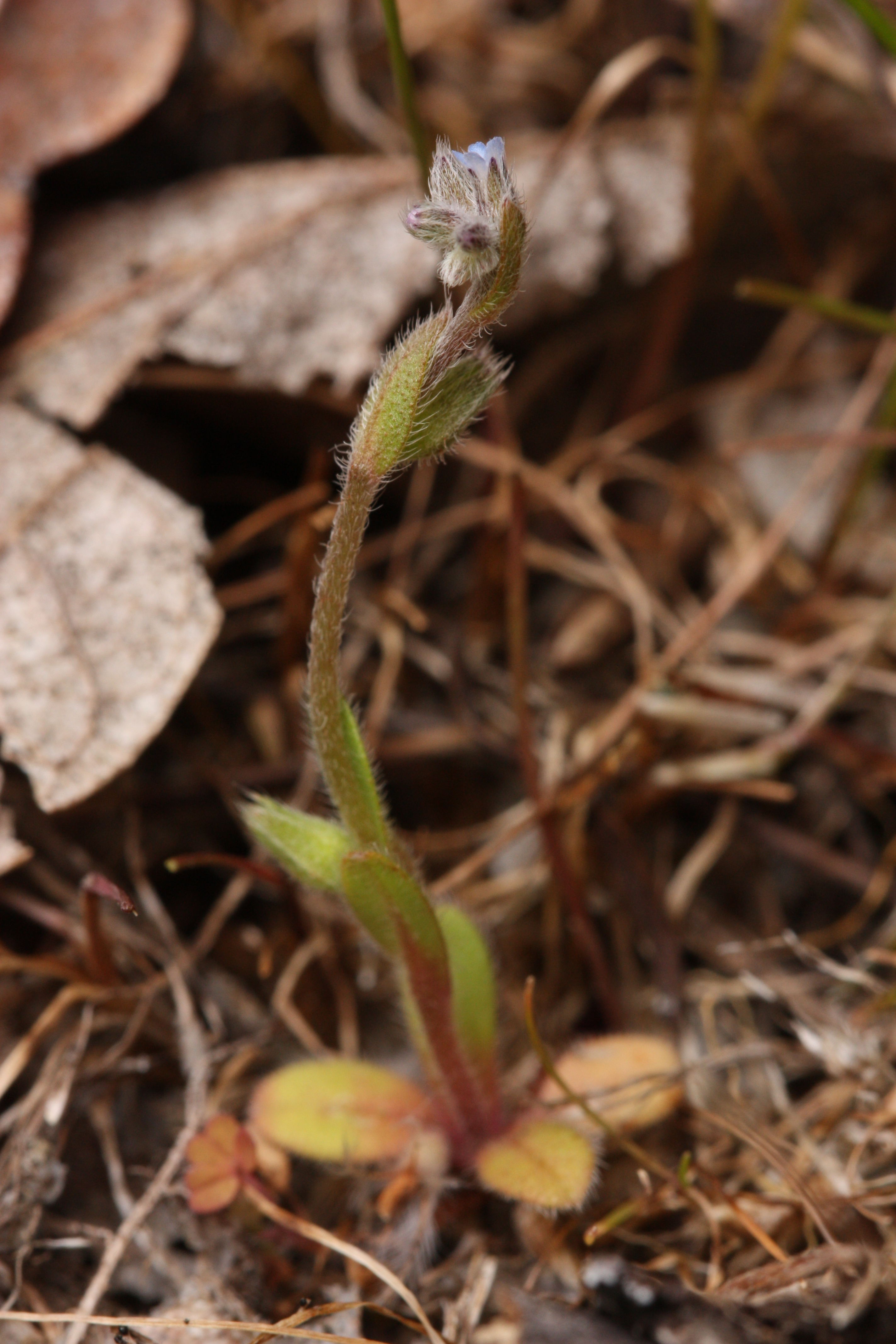
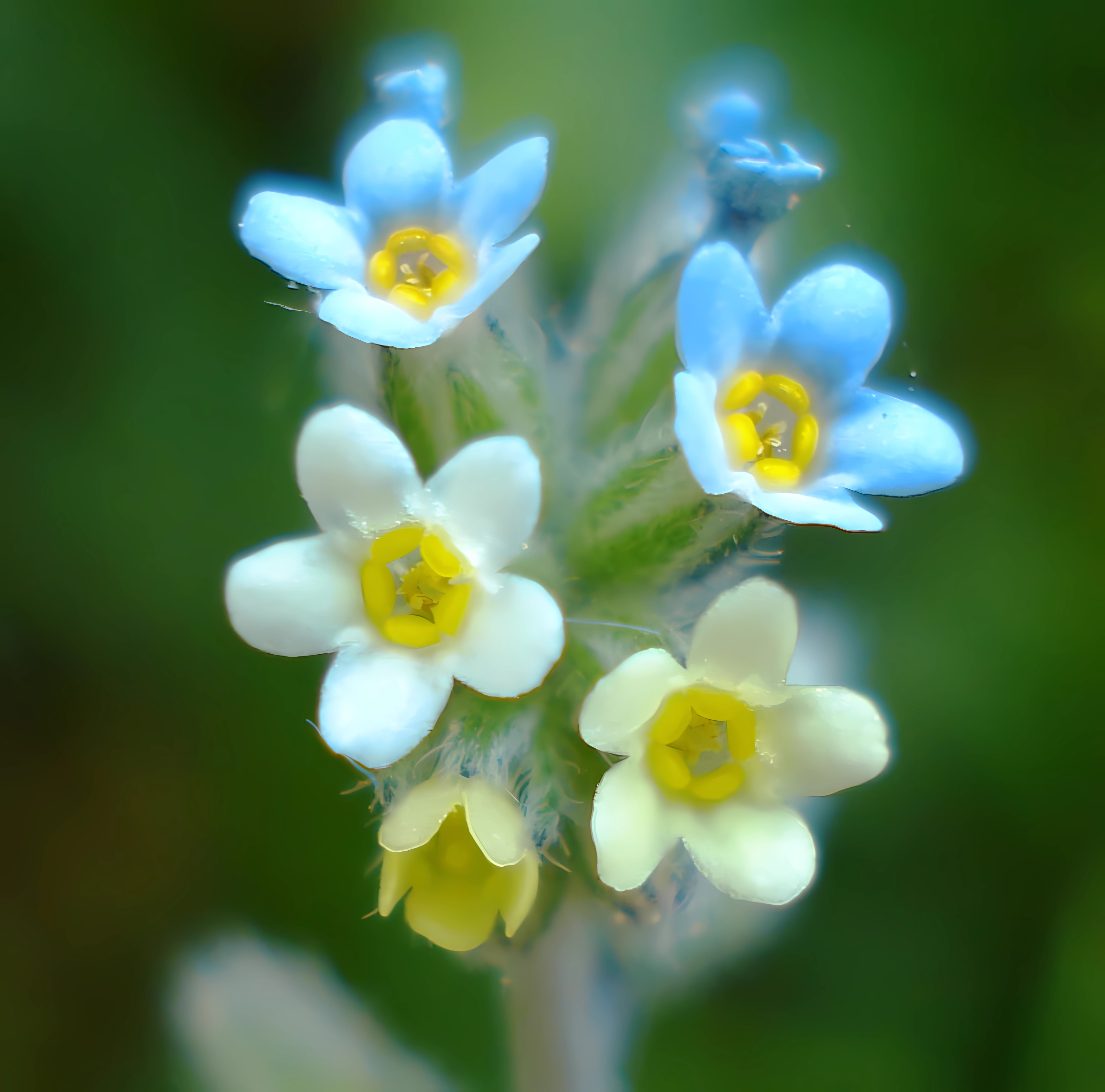
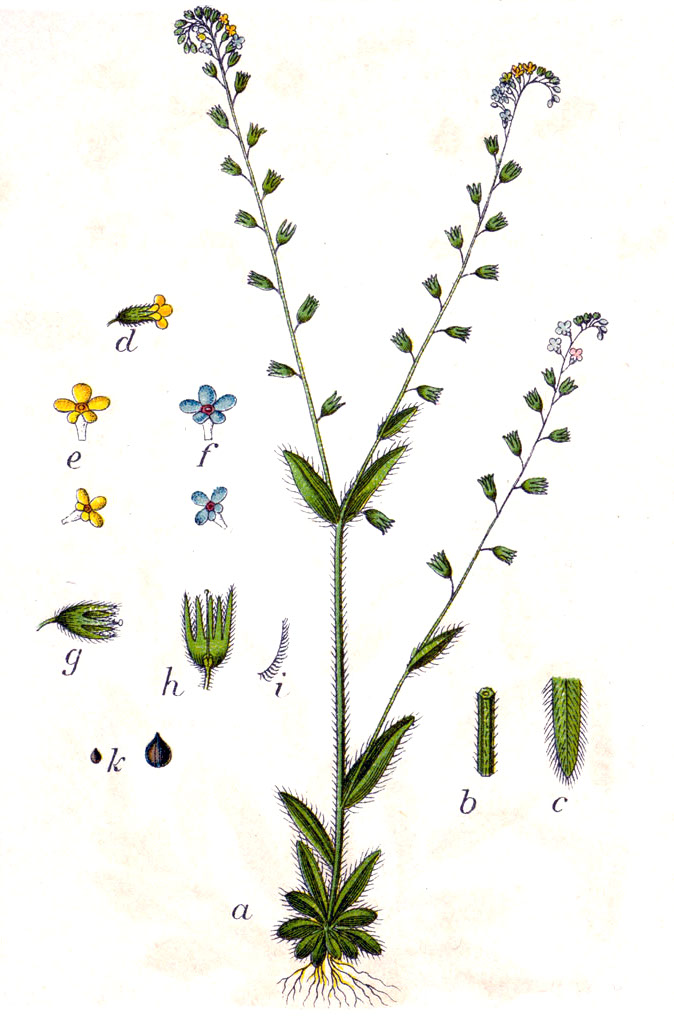